# Zou zo graag
Zou zo graag is een single van Jurk! Het is afkomstig van hun album Avondjurk. Het is het eerste plaatje van het duo bestaande uit Jeroen van Koningsbrugge en Dennis van de Ven.

## Lijsten
De single verkocht dermate goed dat ze binnenkwam op de eerste plaats van de Single Top 100.

## Hitnotering
| "Zou zo graag" in de Nederlandse Single Top 100 - binnen: 12-1-2010 | "Zou zo graag" in de Nederlandse Single Top 100 - binnen: 12-1-2010 | "Zou zo graag" in de Nederlandse Single Top 100 - binnen: 12-1-2010 | "Zou zo graag" in de Nederlandse Single Top 100 - binnen: 12-1-2010 | "Zou zo graag" in de Nederlandse Single Top 100 - binnen: 12-1-2010 | "Zou zo graag" in de Nederlandse Single Top 100 - binnen: 12-1-2010 | "Zou zo graag" in de Nederlandse Single Top 100 - binnen: 12-1-2010 | "Zou zo graag" in de Nederlandse Single Top 100 - binnen: 12-1-2010 | "Zou zo graag" in de Nederlandse Single Top 100 - binnen: 12-1-2010 | "Zou zo graag" in de Nederlandse Single Top 100 - binnen: 12-1-2010 | "Zou zo graag" in de Nederlandse Single Top 100 - binnen: 12-1-2010 | "Zou zo graag" in de Nederlandse Single Top 100 - binnen: 12-1-2010 |
| Week                                                                | 1                                                                   | 2                                                                   | 3                                                                   | 4                                                                   | 5                                                                   | 6                                                                   | 7                                                                   | 8                                                                   | 9                                                                   | 10                                                                  |                                                                     |
| ------------------------------------------------------------------- | ------------------------------------------------------------------- | ------------------------------------------------------------------- | ------------------------------------------------------------------- | ------------------------------------------------------------------- | ------------------------------------------------------------------- | ------------------------------------------------------------------- | ------------------------------------------------------------------- | ------------------------------------------------------------------- | ------------------------------------------------------------------- | ------------------------------------------------------------------- | ------------------------------------------------------------------- |
| Nummer                                                              | 1                                                                   | 2                                                                   | 12                                                                  | 26                                                                  | 23                                                                  | 23                                                                  | 18                                                                  | 30                                                                  | 56                                                                  | 61                                                                  | uit                                                                 |